# Высшее общество (фильм, 1956)
«Высшее общество» (англ. High Society) — кинофильм в жанре музыкальной комедии с музыкой и песнями Коула Портера, снятый в 1956 году в США. Это «омузицированный» ремейк нашумевшей в своё время «Филадельфийской истории», с Кэтрин Хепбёрн и Кэри Грантом. В основе и того, и другого фильмов лежит пьеса Филипа Бэрри «Филадельфийская история». Главные роли в кинофильме «Высшее общество» исполняют Грейс Келли, популярные певцы Бинг Кросби и Фрэнк Синатра, а также певец и музыкант Луи Армстронг, снявшийся под собственным именем. У Грейс Келли это была последняя работа в кино, перед тем, как она стала принцессой, супругой князя Монако.

## Сюжет
Молодая леди из богатого респектабельного семейства, Трэйси Саманта Лорд (Грейс Келли), собирается выйти замуж. Её избранник — управляющий из фирмы её отца, Джордж Киттридж (Джон Лунд). Свадьба намечена на следующий день. В это же время на джазовый фестиваль, проходящий по соседству, приезжает её бывший муж, эстрадный певец Декстер Хэвен (Бинг Кросби). Чуть позже появляется и Луи Армстронг, самолично, в сопровождении своего джаз-оркестра. Декстер, хоть и находится в разводе с Трэйси, но всё ещё продолжает любить её и надеется на восстановление отношений. По мере сил он намеревается воспрепятствовать намеченной свадьбе. Его присутствие невольно заставляет Трэйси вспомнить те замечательные дни, что были у них с Декстером в прошлом.
Бульварный журнал «Спай» (Шпион) присылает в дом Лордов двух репортёров: журналиста Майка Коннора (Фрэнк Синатра) и женщину-фотографа Лиз Имбри (Селеста Холм). У них задание — подготовить статью для журнала об этой великосветской свадьбе. Трэйси очень не нравится, что их имена появятся в жёлтой прессе, и она начинает различным образом разыгрывать репортёров, с целью создать путаницу и неразбериху. Майк Коннор относится к богачам Лордам с насмешкой, однако, покорённый обаянием Трэйси, влюбляется в неё. Под влиянием минуты и она воспламеняется ответным чувством. Таким образом, к началу свадебной церемонии Трэйси оказывается в сложной ситуации: ей предстоит сделать выбор между тремя мужчинами…
Действие фильма неоднократно прерывается музыкально-песенными номерами, в которых принимают участие Бинг Кросби, Грэйс Келли, Фрэнк Синатра, Луи Армстронг со своим джаз-бэндом.

## В ролях
- Грейс Келли — Трэйси Саманта Лорд, девушка из высшего общества
- Фрэнк Синатра — Майк Коннор, журналист из журнала «Спай»
- Бинг Кросби — Декстер Хэвен, эстрадный певец, бывший муж Трэйси
- Селеста Холм — Лиз Имбри, репортёр-фотограф из журнала «Спай»
- Луи Кэлхерн — дядюшка Вилли, дядя Трэйси Саманты Лорд (последняя роль актёра)
- Луи Армстронг — камео
- Джон Лунд — Джордж Киттридж, жених  Трэйси

## Музыкальные номера из фильма
1. High Society Overture (03:27) — оркестр Коула Портера
2. High Society Calypso (02:11) — Луи Армстронг и его оркестр
3. Little One (02:27) — Бинг Кросби
4. Who Wants To Be a Millionaire (02:03) — Фрэнк Синатра и Селеста Холм
5. True Love (03:04) — Бинг Кросби и Грейс Келли
6. You're Sensational (03:53) — Фрэнк Синатра
7. I Love You, Samantha (04:28) — Бинг Кросби
8. Now You Has Jazz (04:14) — Бинг Кросби и Луи Армстронг
9. Well Did You Evah? (03:47) — Бинг Кросби и Фрэнк Синатра
10. Mind If I Make Love To You (02:23) — Фрэнк Синатра

## Награды и номинации
Премия «Оскар» (1957)
- Номинация за лучший саундтрек к музыкальному фильму (Джонни Грин и Сол Чаплин)[1].
- Номинация за лучшую оригинальную песню — True Love (музыка и слова: Коул Портер)[1].
  - Также фильм мог претендовать на «Оскар» и за лучший сценарий, но произошёл казус, на премию ошибочно была выдвинута лента с таким же названием (англ.), вышедшая на экраны годом ранее. Сценаристы фильма 1955 года — Эдвард Берндс и Элвуд Уллман, понимая, что произошла путаница, сняли свои кандидатуры из списка претендентов. В итоге номинация была отменена для обоих фильмов[2][3].

Премия Гильдии сценаристов США (1957)
- Номинация за лучший сценарий для американского мюзикла (Джон Патрик)[4].